# La Baraque (Ottignies)
La Baraque is een wijk in de stad Ottignies-Louvain-la-Neuve in de Belgische provincie Waals-Brabant.  De wijk ligt in het oosten van deelgemeente Ottignies, aan de oostelijke stadsrand van Louvain-la-Neuve.

## Geschiedenis
La Baraque was vroeger een landelijk gehucht. Op de Ferrariskaart uit de jaren 1770 staat het weergeven als het gehucht La Baraque.
Op het eind van het ancien régime, toen op het eind van de 18de eeuw tijdens de Franse bezetting de gemeenten werden opgericht, kwam het gehucht op een gemeentegrens te liggen. Het grootste, oostelijk deel werd ondergebracht in de gemeente Corroy-le-Grand. Het westelijke deel bij de gemeente Ottignies.
In de eerste helft van de 19de eeuw werd net ten oosten van het gehucht van noord naar zuid de nieuwe steenweg van Waver naar Namen aangelegd. De Atlas der Buurtwegen uit 1841 en de Vandermaelenkaart uit het midden van de 19de eeuw tonen het gehucht La Baraque, met de bebouwing op de gemeentegrens en richting de steenweg.
Begin jaren 1970 werd enkele honderden meter verder ten oosten, ongeveer evenwijdig met de oude steenweg, de autosnelweg A4 aangelegd. In die periode was ook beslist om in Ottignies de nieuwe universiteitsstad Louvain-la-Neuve te bouwen, op een stuk grondgebied net ten westen van La Baraque. Door de uitbouw van de nieuwe stad zouden de bewoners van La Baraque worden onteigend, en velen vertrokken. Een aantal bewoners bleven, en zij kregen de steun van een deel van het personeel van de universiteit dat er zijn intrek had genomen. Een groep architectuurstudenten en andere groepen wilden niet in de traditionele studentenhuisvesting wonen, en aangetrokken door het gemeenschapsleven in de geest van mei 68, installeerden ze zich in woonwagens, caravans en hutten in La Baraque.
Bij de gemeentelijke fusies van 1977 werd Ottignies deel van de fusiegemeente Ottignies-Louvain-la-Neuve, en Corroy-le-Grand werd deel van fusiegemeente Chaumont-Gistoux. Het stuk grondgebied van Corroy-le-Grand ten westen van de autosnelweg A4/E411, waarin ook La Baraque lag, werd overgeheveld van Corroy-le-Grand naar Ottignies-Louvain-la-Neuve. La Baraque kwam zo volledig in deze gemeente te liggen.
Nadat de geïmproviseerde bewoning in La Baraque enigszins getolereerd werd, kreeg La Baraque na jaren strijd van de bewoners in de jaren 80 in de stedenbouwkundige plannen een speciaal statuut als zone voor experimentele woonvormen.

## Documentaire
- Micha Wald, Kaléidoscope - Aflevering 27 : Le quartier de « La Baraque » Louvain-la-Neuve, Belgique. Wajnbrosse Productions – Panic Productions – ARTE, 27 min, 2004[3]

Deelgemeenten: Céroux-Mousty · Limelette · Ottignies

Overige plaatsen: La Baraque · Blanc Ry · Les Bruyères · Céroux · Croix · Ferrières · Franquenies · Louvain-la-Neuve · Mousty · Petit Ry · Pinchart · Rofessart · Stimont · Le Tri

Belgische gemeenten · Arrondissement Nijvel · Waals-Brabant · Wallonië